# Paviljong

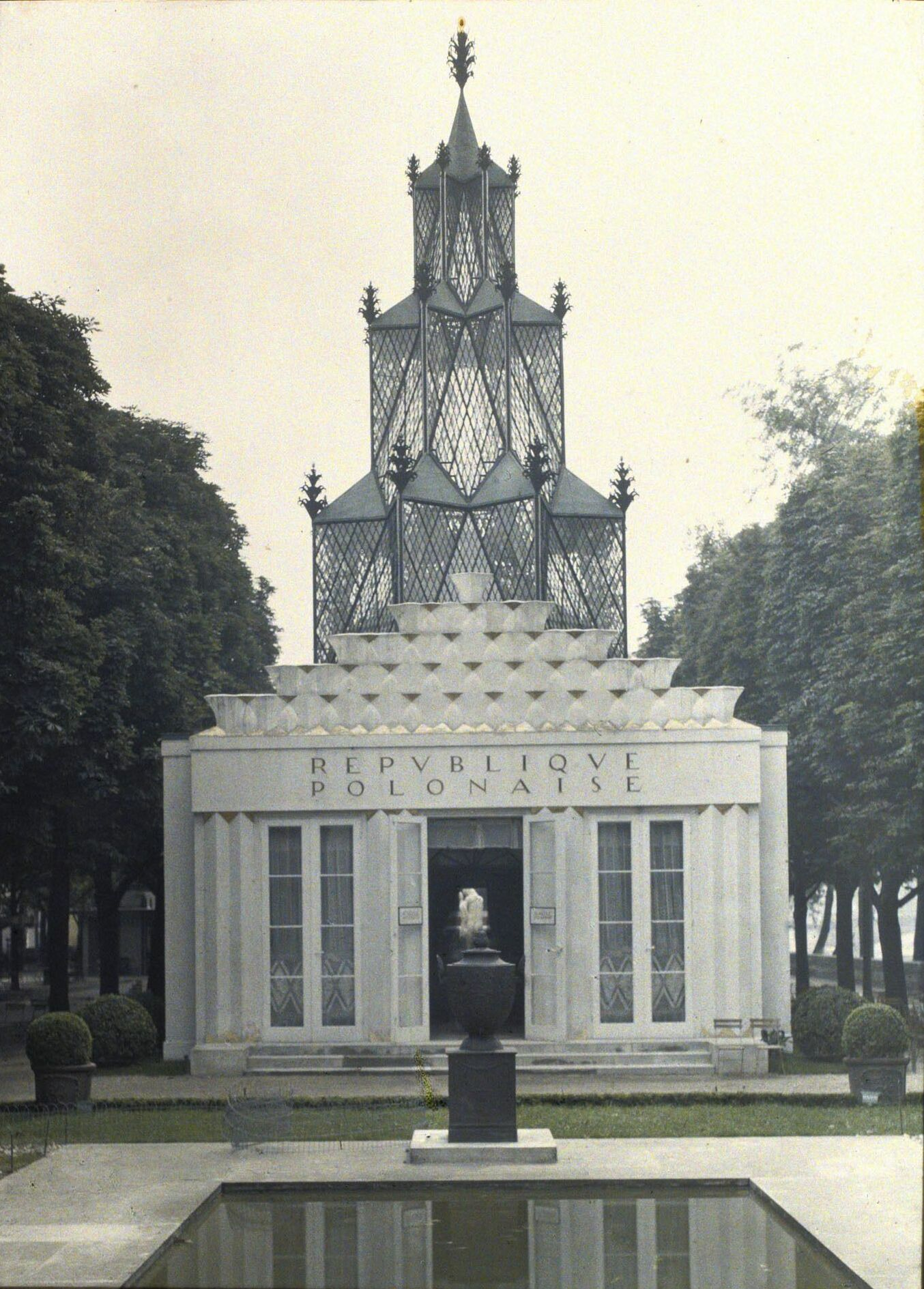
Polsk paviljong i Paris, 1925

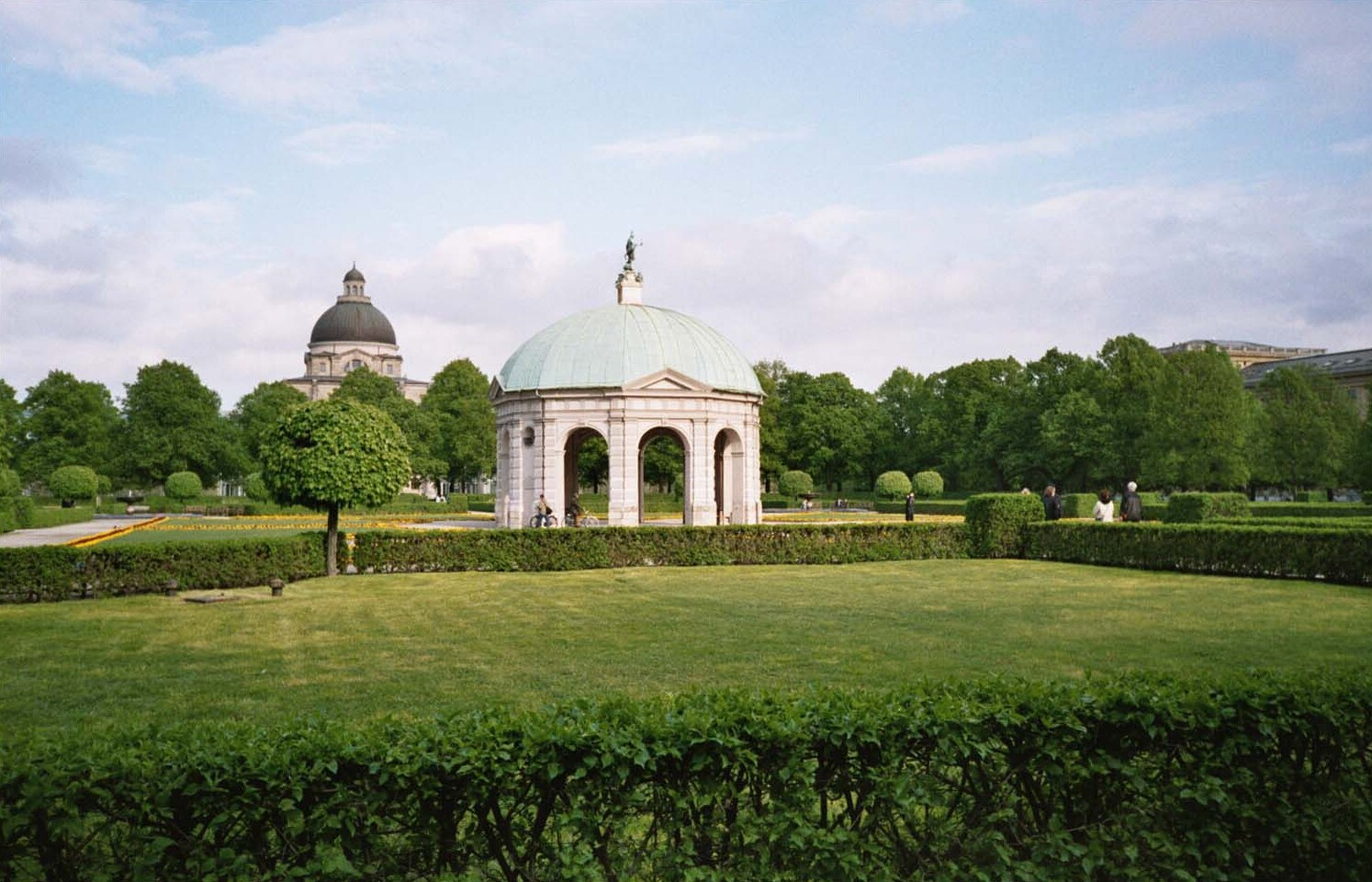
En paviljong av sten i parken Hofgarten i München

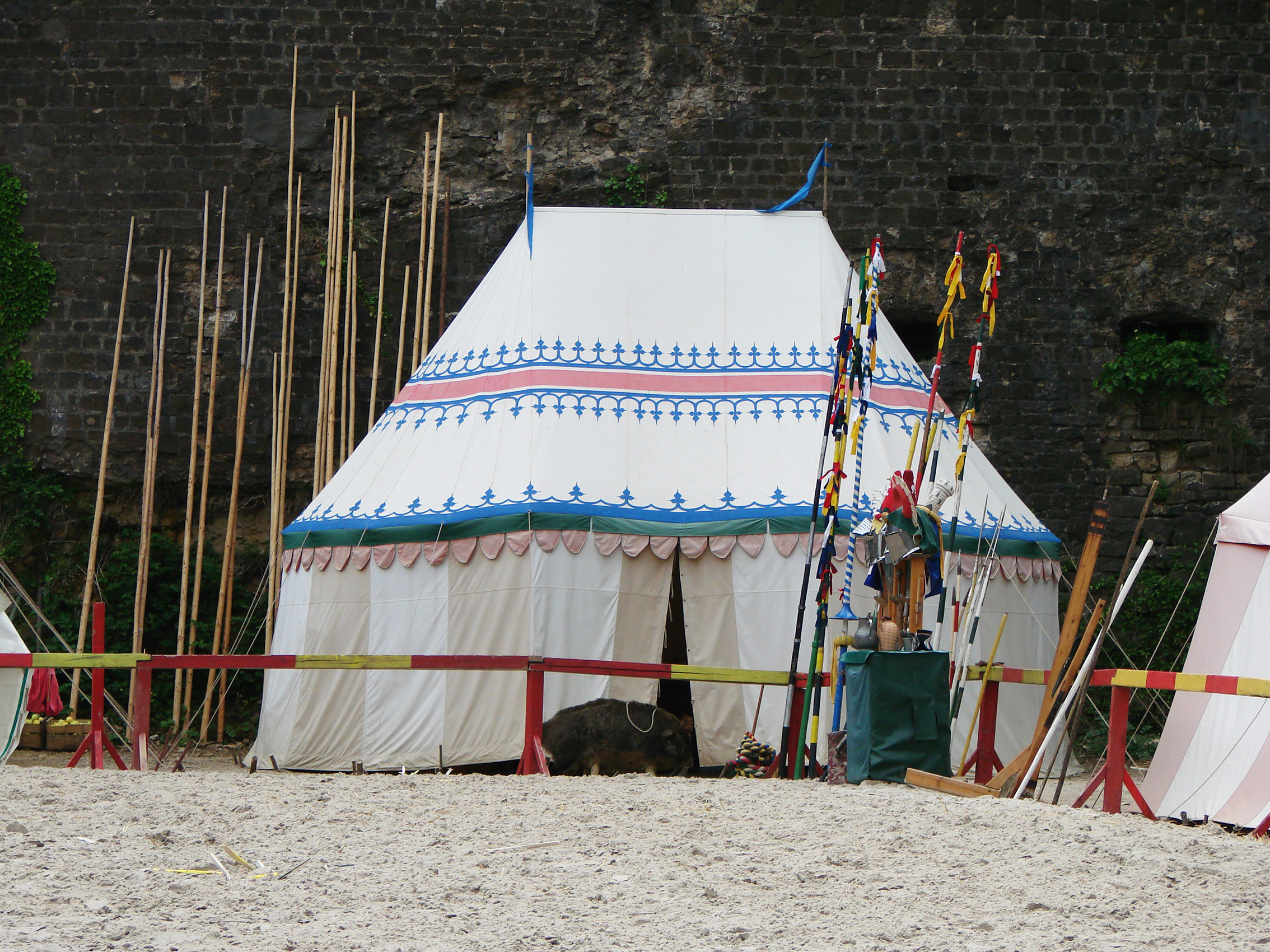
Paviljong (tält) i medeltida stil på en tornering i Sedan, Frankrike.

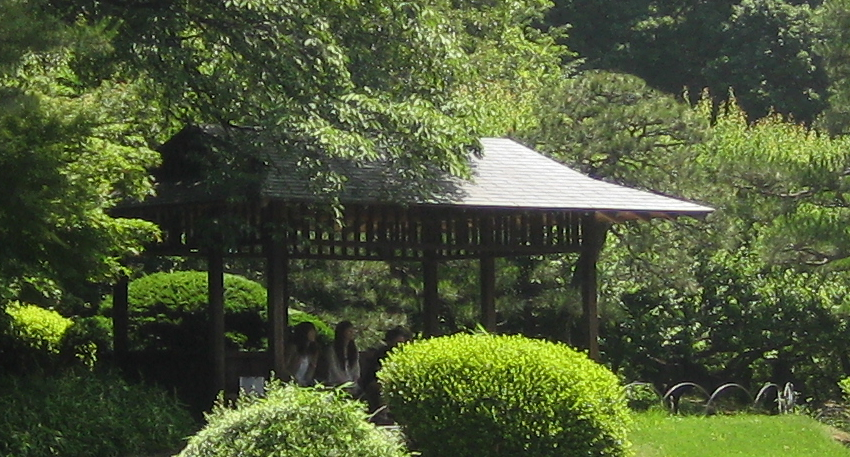
Paviljong av trä i en av Tokyos parker. Den fungerar som regnskydd samt viloplats under promenader i parken.

En paviljong är en sorts mindre fristående byggnad. Sådana byggnader kan finnas i parker, på utställningar, ibland  i skolanläggningar men även i trädgårdar. De kan vara byggda av olika material, ibland även utgöras av tält. Delar av institutionskomplex kan också benämnas paviljonger.

## Beskrivning
Olika mindre byggnader kan kallas paviljong. Det kan gälla lusthus eller dylikt, i en park eller som utställningslokal. Ibland används ordet även för tillfälliga byggnader i allmänhet, så som till exempel skolor och kontor som byggts upp av moduler.
Paviljong kan även ingå som en avgränsad byggnadslänga i en sammanhängande anläggning av sådana längor (paviljongsystem). Systemet har använts för slott, fängelser, sjukhus, regementen och liknande större anläggningar.
En paviljong kan även vara ett tält med ståhöjd, ibland påminnande om ett lusthus. Benämningen används särskilt om tält i historisk, ofta medeltida, stil.

## Etymologi
Ordet paviljong kommer från franskans pavillion, som i sin tur stammar från medeltidslatinets papilio ('paviljong', 'tält', ursprungligen 'fjäril' – se fjärilsfamiljen Papilionidae).